# Цианид таллия(I)
Цианид таллия(I) — неорганическое соединение, соль металла таллия и синильной кислоты с формулой TlCN, бесцветные кристаллы, хорошо растворимые в воде.

## Получение
- Действием синильной кислоты на гидроксид таллия(I):

{\displaystyle {\mathsf {TlOH+HCN\ {\xrightarrow {}}\ TlCN+H_{2}O}}}
- Обменными реакциями:

{\displaystyle {\mathsf {Tl_{2}SO_{4}+Ba(CN)_{2}\ {\xrightarrow {}}\ 2TlCN+BaSO_{4}\downarrow }}}

## Физические свойства
Цианид таллия образует бесцветные кристаллы кубической сингонии, пространственная группа P m3m , параметры ячейки a = 0,382 нм, Z = 1.
Хорошо растворим в воде.

## Химические свойства
- Водный раствор цианистого таллия имеет щелочную реакцию из-за гидролиза по аниону:

{\displaystyle {\mathsf {CN^{-}+H_{2}O\ \rightleftarrows \ HCN+OH^{-}}}}
- С цианистым калием образует дицианоталлат калия:

{\displaystyle {\mathsf {TlCN+KCN\ {\xrightarrow {}}\ K[Tl(CN)_{2}]}}}